# نظرية بنغ مترزيشن
في الطوبولوجيا، نظرية بنغ مترزيشن، المسماة نسبةً إلى آر. إتش. بنغ، تصف أن الفضاء الطوبولوجي قابل للقياس مترياً.

## الصيغة
تنص النظرية على أن الفضاء الطوبولوجي X يُمكن قياسه، إذا وفقط كان فضاء منتظم و فضاء كولموغوروف ويحتوي على أساس منفصل-σ. عائلة هذه المجموعة تسمى منفصل-σ عندما تكون اتحاد لانفصالات يمكن عدها، حيث أن عائلة F الفرعية من الفضاء X تسمى منفصل، وحيث أن كل نقطة من X تحتوى على منطقة يتقاطع فيها عنصر واحد من F على الأقل.

## التاريخ
أثبتت هذه النظرية من قبل العالم بنغ، في عام 1951م وقد كان اكتشافاً مستقلاً.

## مقارنة مع غيرها من النظريات المترية
خلافاً لنظرية أورسون المترية والتي تعطي كماً كافٍ من الحالات للتمتير، هذه النظرية تعطي كلاً من حالتي المطلوب والكافي للفضاء الطوبولوجي ليمكن قياسه.